# Veronika Widmann
Veronika Widmann (* 8. März 1993 in Bozen) ist eine italienische Mountainbikerin, die im Downhill aktiv ist.

## Sportlicher Werdegang
Mit 12 Jahren begann Widmann Mountainbikerennen zu bestreiten, die Disziplin Downhill entdeckte sie erst später für sich. Seit 2015 startet sie im UCI-Mountainbike-Weltcup. In diesem Jahr wurde sie auch erstmals Italienische Meisterin und Vize-Europameisterin im Downhill. Ein Jahr später verteidigte sie ihren Titel bei den nationalen Meisterschaften und gewann die Gesamtwertung im IXS European Downhill Cup.
Im Weltcup hatte sie 2019 ihre stärkste Saison: sie beendete alle Rennen unter den Top 10 mit einem dritten Platz in Snowshoe als bestes Einzelergebnis und Rang 3 in der Weltcupgesamtwertung. Zudem gewann sie die Bronzemedaille bei den Europameisterschaften sowie das zweite Mal die Gesamtwertung des iXS European Downhill Cup.
In der Saison 2021 wurde Widmann das dritte Mal Italienische Meisterin im Downhill und gewann erneut die Bronzemedaille  bei den Europameisterschaften. Genau diese beiden Erfolge konnte sie auch in der Saison 2022 wiederholen. 2023 verteidigte sie erneut den nationalen Meistertitel, im Weltcup egalisierte sie mit dem dritten Platz beim letzten Saisonrennen in Mont Sainte-Anne ihre bisher beste Platzierung aus der Saison 2019.

## Erfolge
2015
- Europameisterschaften – Downhill
- Italienische Meisterin – Downhill

2016
- Italienische Meisterin – Downhill
- Gesamtwertung iXS European Downhill Cup

2019
- Europameisterschaften – Downhill
- Gesamtwertung iXS European Downhill Cup

2021
- Europameisterschaften – Downhill
- Italienische Meisterin – Downhill

2022
- Europameisterschaften – Downhill
- Italienische Meisterin – Downhill

2022
- Italienische Meisterin – Downhill

2024
- Weltmeisterschaften – Snowbike Super-G